# 강병준
강병준(姜炳駿, 1893년 10월 ~ ?)은 일제강점기와 대한민국의 법조인이다.

## 생애
원적지는 평안남도 녕원군이다. 경성법학전문학교를 졸업하고 조선판검사고시에 합격하였다.
조선총독부 검사로 임용되어 신의주지방법원과 전주지방법원에서 검사로 근무하였으며, 1926년에는 검사직을 사직하고 평양에서 변호사를 개업하였다. 평양부회 의원을 지내며 이 지역 유지로 활동하기도 했다.
평양과 서울 등지에서 변호사로 약 20여 년간 일했다. 1956년 편찬된 《대한민국건국십년지》에 실려 있다.
총독부 검사로 재직한 경력으로 인해 2008년 발표된 민족문제연구소의 친일인명사전 수록예정자 명단 중 법조인 부문에 포함되었다.

## 참고자료
- 강병준(姜炳駿) - 국사편찬위원회